# 獅子座IV (矮星系)
獅子座IV是座落在獅子座的一個矮橢球星系，於2006年在史隆數位巡天的資料中被發現。這個星系與太陽的距離大約160,000秒差距，並以130公里/秒的速度朝向太陽運行。它被歸類為矮橢球星系 (dSph)，意味著它是橢球的形狀，半光度半徑大約是130秒差距。
獅子座IV是銀河系最小和最暗淡的衛星星系之一 — 它的總亮度大約是太陽的15,000倍 (絕對視星等～-5.5± 0.3等)，這比典型的球狀星團的亮度低得多。但是，它的質量大約是150萬太陽質量，這意味著她的質-光比大約是150。高的質-光比意味著獅子座IV是由暗物質主導的。
獅子座IV的恆星族群裡有許多年老的恆星，它們形成的年代至少在120億年前。這些老年恆星的金屬量都非常低， [Fe/H] ≈ −2.58 ± 0.75，這意味著它們的重元素含量低於太陽400倍。觀測到的恆星主要是紅巨星，但是在水平分支上也發現到大量的天琴座RR變星。獅子座IV的恆星有可能是宇宙中第一波誕生的恆星。然而，仔細研究恆星族群顯示有少數非常年輕的恆星，它們的年齡不超過或少於20億年。此一發現指出這個星系有著很複雜的恆星形成歷史。目前獅子座IV中沒有恆星在形成。到目前為止，沒有檢測到它有中性氫 － 它的上限只有6,000太陽質量。
在2008年，另一個稱為獅子座V的矮星系在獅子座IV附近被發現，前者與銀河系的距離約比後者遠約20,000秒差距，兩者相距約3度 (～10,000秒差距)，這兩個星系之間可能在物理上是相互關聯的。

## 註解
1. ↑  來自其它來源的資料半光度半徑大約是160秒差距[3]
2. ↑  使用天琴座RR變星測量獅子座IV的距離是 154 ± 4 kpc[4]